# Campeonato Surinamês de Futebol 2017/18
O SVB Topklasse 2017/18 (também conhecido como SVB Eerste divisie) foi a 82ª edição oficial do Campeonato Surinamês de Futebol. Sua organização é da Federação Surinamesa de Futebol (SVB). Esta temporada contou um total de treze clubes participantes.
A equipe Robinhood, de Paramaribo, sagrou-se campeã nacional pela 24ª vez em sua história.

## Equipes participantes
| Clube             | Localização | Estádio                       | Capacidade |
| ----------------- | ----------- | ----------------------------- | ---------- |
| Botopasi          | Botopasi    | N.G.V.B. Stadion (Paramaribo) | 3,000      |
| Inter Moengotapoe | Moengo      | Ronnie Brunswijkstadion       | 5,000      |
| Leo Victor        | Paramaribo  | Estádio Dr. Ir. F. Essed      | 3,500      |
| Nishan 42         | Meerzorg    | Meerzorg Stadion              | 1,300      |
| Notch             | Moengo      | Moengo Stadion                | 1,300      |
| Papatam           | Paramaribo  |                               |            |
| PVV               | Paramaribo  | Estádio Dr. Ir. F. Essed      | 3,500      |
| Robinhood         | Paramaribo  | Estádio Dr. Ir. F. Essed      | 3,500      |
| SNL               | Paramaribo  | Estádio Dr. Ir. F. Essed      | 3,500      |
| Transvaal         | Paramaribo  | André Kamperveen Stadion      | 7,100      |
| Voorwaarts        | Paramaribo  | Voorwaartsveld                | 1,500      |
| WBC               | Paramaribo  | André Kamperveen Stadion      | 7,100      |
| West United       | Paramaribo  |                               |            |